# Scutellaria altamaha
Scutellaria altamaha là một loài thực vật có hoa trong họ Hoa môi. Loài này được Small miêu tả khoa học đầu tiên năm 1898.